# JCPenney
Penney OpCo LLC eller JCPenney (JCP) er en amerikansk stormagasinkæde med 664 butikker i 49 delstater. Butikkernes udvalg inkluderer: Men's, Women's, Boys', Girls', Baby, Bedding, Home, Fine Jewelry, Shoes, Lingerie, JCPenney Salon, JCPenney Beauty, Seattle's Best Coffee, US Vision og Lifetouch. De har hovedkvarter i Plano, Texas, og der er 60.000 ansatte.
De fleste JCPenney butikker blev oprindeligt lokaliseret i byernes bymidter, men i 1960'erne begyndte de også at lokalisere butikker i forbindelse med indkøbscentre.